# Dasychira macnultyi
Dasychira macnultyi är en fjärilsart som beskrevs av Collenette 1957. Dasychira macnultyi ingår i släktet Dasychira och familjen tofsspinnare. Inga underarter finns listade i Catalogue of Life.